# 곤도 쇼이치

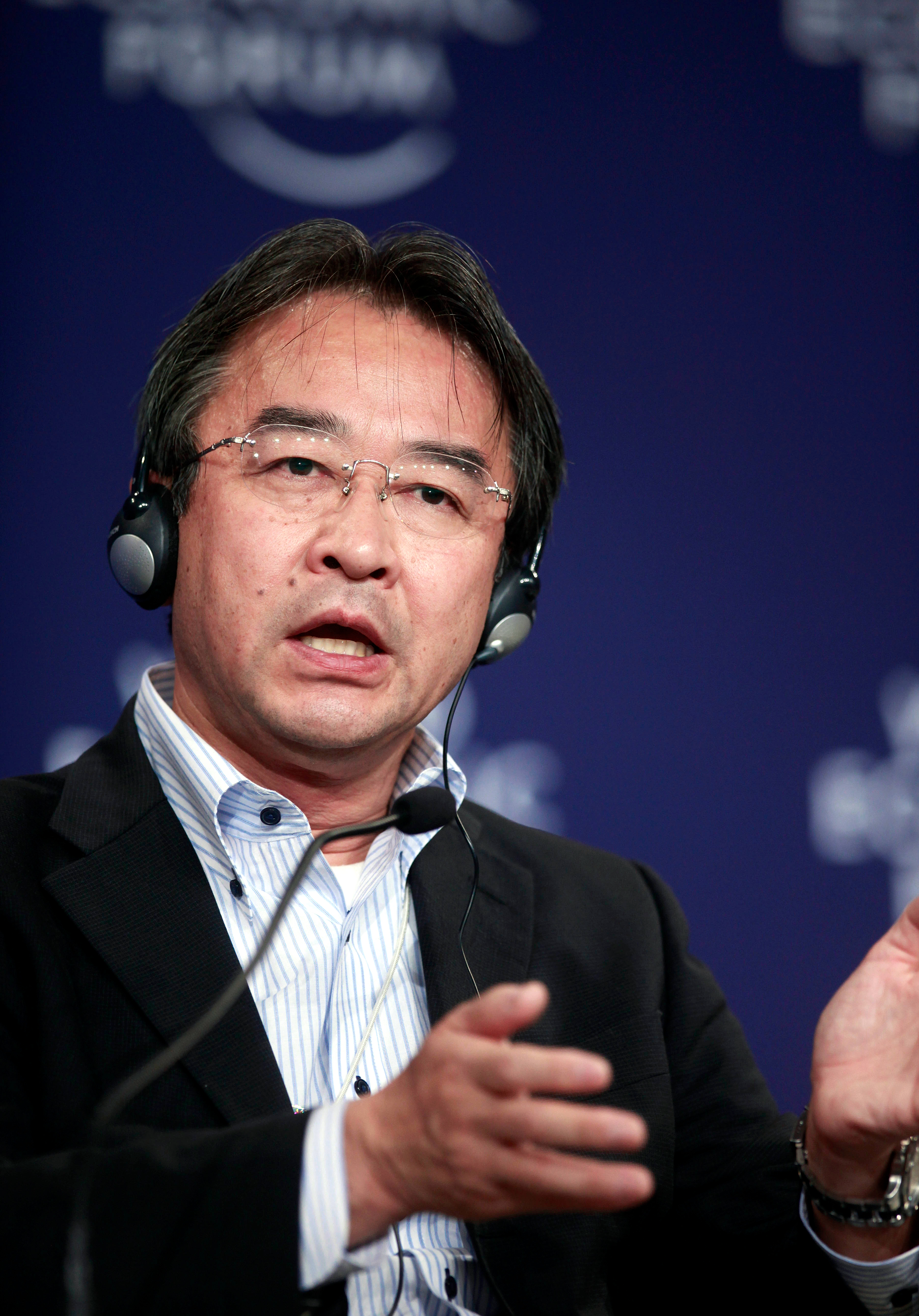

곤도 쇼이치(일본어: 近藤昭一, 1958년 5월 26일~)는 환경부대신을 역임한 일본의 정치인이다. 현재 입헌민주당 소속으로 중의원을 지내고 있다. 선거구는 아이치현 제3구이다.